# Râul Sebeșel, Mureș
Râul Sebeșel este un curs de apă, afluent al râului Sebeș.  